# Gunter Schmidt (Sexualwissenschaftler)
Gunter Schmidt (* 22. November 1938 in Hamburg) ist ein deutscher Sexualforscher, Psychotherapeut, Sozialpsychologe und Hochschullehrer.

## Wirken
Bis zu seiner Emeritierung im Jahr 2003 lehrte Gunter Schmidt an der Abteilung für Sexualforschung im Universitätsklinikum Hamburg-Eppendorf, die er zwischenzeitlich leitete. Er führte zahlreiche Forschungsprojekte zum sozialen Wandel von Sexualität und Beziehungsbiographien durch, darunter große statistische Erhebungen bei Jugendlichen und Studierenden.
Gunter Schmidt war Vorsitzender der Deutschen Gesellschaft für Sexualforschung (DGfS) und Präsident der International Academy of Sex Research (IASR). Zu seinen bekanntesten Publikationen zählen die Bücher Das große Der Die Das (1986), Das Verschwinden der Sexualmoral (1996) und Das neue Der Die Das (2004). Zusammen mit Martin Dannecker und Volkmar Sigusch war er über viele Jahre hinweg Herausgeber der Buchreihe Beiträge zur Sexualforschung, die im Psychosozial-Verlag erscheint (bisher 108 Bände, Stand 2021) sowie Mitherausgeber der Zeitschrift für Sexualforschung im Georg Thieme Verlag.
Schmidt gilt als Mitbegründer einer konstruktivistischen Sexualwissenschaft. Er vertritt die Auffassung, angesichts sexueller Liberalisierungs- und Selbstbestimmungsdiskurse werde eine Sexualmoral, die über konkretes sexuelles Verhalten urteilt, durch eine spätmoderne Verhandlungsmoral abgelöst, die lediglich beurteilt, ob ein sexuelles Verhalten zwischen zwei gleichberechtigten Partnern angemessen ausgehandelt wurde. Kritisch setzt sich Schmidt mit dem gesellschaftlichen Gebot der Monosexualität auseinander, die davon ausgeht, die sexuelle Orientierung sei ein tief in der Persönlichkeit verwurzelter und lebenslang wirksamer, unveränderlicher Fakt. In seinem mehrfach überarbeiteten Aufsatz Gibt es Heterosexualität? vertritt er die These, die meisten Menschen würden das Ausmaß ihrer Hetero- bzw. Homosexualität beträchtlich überschätzen. Schmidt distanzierte sich bereits in den späten 1990er Jahren von der zu jener Zeit in der Sexualwissenschaft noch häufig vertretenen These, es könne für Kinder ungefährdende sexuelle Kontakte mit Erwachsenen geben. Es gebe ein Machtungleichgewicht, welches die sexuelle Selbstbestimmung des Kindes zu überfahren drohe.

## Veröffentlichungen (Auswahl)
- 1968: Studenten-Sexualität. (Mit Hans Giese)
- 1971: Arbeiter-Sexualität. (Mit Volkmar Sigusch)
- 1973 mit Volkmar Sigusch: Jugendsexualität. Sozialer Wandel, Gruppenunterschiede, Konfliktfelder. Enke, Stuttgart, ISBN 3-432-25841-0.
- 1986: Das große „Der, Die, Das“. Über das Sexuelle. März, Herbstein; mehrere Neuaufl.;
  - 1997 erw. und überarb. bei Rowohlt, Reinbek; davon letzte Aufl. zus. mit Günter Amendt, „Sexfront“, bei Area, Erftstadt 2004, ISBN 3-89996-029-7 (zuerst Vorlesungen an der Universität Hamburg für Hörer aller Fak.).
- 1996: Das Verschwinden der Sexualmoral. Klein, Hamburg, ISBN 3-89521-033-1 (Aufsätze).
- 1998: Sexuelle Verhältnisse. Über das Verschwinden der Sexualmoral. Rowohlt, Reinbek, ISBN 3-499-60234-2 (Überarb. & erw. Neuausgabe von Das Verschwinden der Sexualmoral).
- 2004: Das neue „Der, Die, Das“. Über die Modernisierung des Sexuellen. Psychosozial, Gießen, ISBN 3-89806-311-9.
- 2006 mit Silja Matthiesen, Arne Dekker, Kurt Starke: Spätmoderne Beziehungswelten. Report über Partnerschaft und Sexualität in drei Generationen. VS Verlag Wiesbaden, ISBN 3-531-14285-2.

 Als Herausgeber 
- 2000: Die Kinder der sexuellen Revolution. Psychosozial, Gießen, ISBN 3-89806-027-6.
- 2002: Sexualität und Spätmoderne. ebd. ISBN 3-89806-212-0.